# غفران النداف
غفران النداف (بالسويدية: Gufran Al-Nadaf) هي دبلوماسية وسياسية سويدية ولدت في يوم 14 ديسمبر 1967 في مدينة بوخارست عاصمة رومانيا لأب من أصل عراقي وأم إيرانية الأصل، سبق لها أن شغلت منصب الناطق الرسمي باسم وزارة الخارجية السويدية، كما عملت كسفيرة السويد في الأرجنتين.